# Depósito elevado de Chamberí
El depósito elevado de Chamberí (depósito de Santa Engracia) es una instalación que tuvo la funcionalidad de depósito de agua perteneciente a la red de distribución Canal de Isabel II. Se encuentra ubicada en el madrileño barrio de Chamberí, en un recinto del Canal adyacente a la calle de Santa Engracia (n.º 125). Inaugurado en 1912 como depósito elevado de aguas (denominado popularmente como el "vaso"), en la actualidad es una sala de exposiciones fotográficas.

## Historia

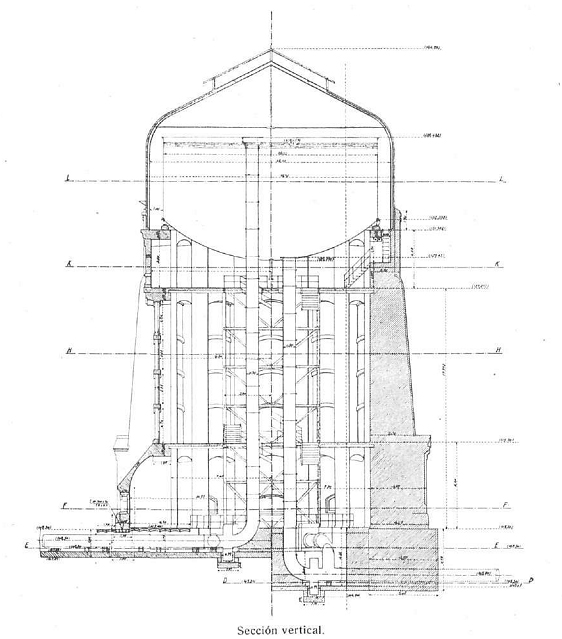
Sección vertical del depósito

El progresivo aumento de la población en la zona norte de Madrid con edificios más elevados causó problemas en la distribución del agua que proporcionaba el CYII. La presión de agua en las conducciones de estas zonas era baja y esta fue la razón por la que en 1900 el ingeniero Diego Martín Montalvo ideó la construcción de tres depósitos elevados que viniesen a resolver esta carencia. A pesar de todo, de los tres depósitos diseñados, sólo se construyó el de Chamberí, realizado por Luis Moya Idígoras, que se completaba con una central elevadora diseñada por el pamplonés Ramón de Aguinaga. Se inició su construcción en 1907. Estuvo en servicio durante mitad de un siglo hasta que en 1952 deja de ser operativo (pasando sus funciones al depósito elevado de Plaza de Castilla), abandonado fue convertido en 1986 en sala de exposiciones por los arquitectos Antonio Lopera y Javier Alau.

## Características
Es de fábrica de ladrillo rojo y cúpula gris, de planta poliédrica de doce lados. El interior del depósito es cilíndrico y posee un volumen de 1500 m³ elevado a una altura de treinta y seis metros.